# Rudolf Trautz
Rudolf Trautz (* 21. Dezember 1936 in Nürnberg; † 28. November 2021 in Augsburg), auch bekannt als Rudi Trautz, war ein Turniertänzer in den lateinamerikanischen Tänzen, Tanzlehrer und Tanzsport-Funktionär. Trautz gilt als der erfolgreichste deutsche Latein- und als einer der erfolgreichsten Turnier-Tänzer der Welt.

## Leben und Wirken
Rudolf Trautz wuchs als Sohn eines Opernsängers auf und verbrachte daher Teile seiner Jugend sowohl in Nürnberg, Berlin, Königsberg, Den Haag als auch in Reutlingen. In Reutlingen lernte Trautz seine spätere Frau und Tanzpartnerin Mechtild Schmelzer  (1937–2017) kennen, welche er 1963 heiratete.
1959 erlernte Trautz den Beruf des Tanzlehrers, zuvor machte Trautz eine Ausbildung zum Webereifachmann.
Trautz gewann in seiner aktiven Karriere gemeinsam mit seiner damaligen Tanzpartnerin Mechtild Trautz in den 1960er und 1970er Jahren in den lateinamerikanischen Tänzen je viermal den Weltmeistertitel und die British Open in Blackpool. Zudem gewann das Tanzpaar insgesamt 22 Deutsche Meistertitel und acht weitere Titel bei Europameisterschaften – im gleichen Zeitraum wurden zudem weitere nationale und internationale Titel errungen.
Beim deutschen Eurovision-Song-Vorentscheid 1969 namens Ein Lied für Madrid trat Rudolf Trautz mit Tanzpartnerin Mechthild Trautz auf.
1971 übernahm Trautz gemeinsam mit seinem Freund und Geschäftspartner Rainer Salmen eine vom Tänzer Andreas Benkhart im Jahre 1909 in Augsburg gegründete Tanzschule. Die Schule wurde daraufhin in „Trautz & Salmen“ umbenannt und der Fokus auf klassischen Paar- sowie Turniertanz gelegt; Rudolf Trautz führte diese bis zu seinem Tod im Jahr 2021.
1984 heiratete er seine zweite Frau Martina. Er ist der Vater von zwei Kindern; unter anderem Nina Trautz, die mittlerweile ebenfalls als Turniertänzerin aktiv ist.

### Mitgliedschaften und Funktionen (Auswahl)
Rudolf Trautz leitete als Sport-Funktionär von 1980 bis 1990 das Professional Turnieramt des Deutschen Tanzsportverbands (DTV), den Vorgänger des Deutschen Professional Tanzsportverbands (DPV). Trautz war zudem Vizepräsident des International Council of Ballroom Dancing (ICBD), heute bekannt als World Dance Council (WDC), und wurde zum Ehrenmitglied bei diversen weiteren Tanzsportvereinen ernannt.

## Auszeichnungen (Auswahl)
- 1989: Carl-Alan Award[10]
- 2012: Bundesverdienstkreuz am Bande[5][11]
- Goldener Tanzschuh[5]
- Silbernes Lorbeerblatt[1]

## Publikationen
- Rudolf Trautz und Hans-Georg Schnitzer: Gesellschaftstänze : Standard- und lateinamerikanische Tänze, 1988, 3. Auflage, Heyne Bücher, ISBN 978-3-453-41631-4.
- Rudolf Trautz: The Art & Technique of Ballroom Dancing, September 2021, ISBN 978-3-9821003-0-2.